# C.A. Hansen
Carl Vilhelm Adam Sigismund Hansen (født 11. februar 1847 på Tybrind, død 23. november 1927 i Nysted) var en dansk læge, stiftsfysikus og dr. med i Nysted fra 1875. Han forsvarede 20. september 1892 for den medicinske doktorgrad (dr.med.) sin afhandling "Bidrag til Oplysning om Influenza med hensyn til dens Forhold til Denguefeber".
Han var desuden medlem af byrådet i mange år og tog ivrigt del i samfundslivet. Han skrev om de lokale sager, der optog ham, bl.a. en bog om Nysteds historie i anledning af byens 500-års købstadsjubilæum i 1909 og en artikel i Medicinal beretninger for den danske Stat 1905: Om Spiritusforbruget i Nysted og Omegn. Desuden skrev han artikler i aviser og i Lolland-Falsters Historiske Samfunds Aarbøger, bl.a. om malariaens hærgen på Lolland og Falster i 1800-tallet, og han påbegyndte den indtil 2006 videreførte Nysted-krønike. 
Som tak for sit engagement i lokale forhold blev han udnævnt til æresborger i Nysted og Ridder af Dannebrog.
- Mindesten på Søvej i Nysted
- Vejskilt i Nysted